# Peta legislatura Italijanske republike
Peta legislatura Italijanske republike je bilo obdobje rednega zasedanja parlamenta Italijanske republike med 5. junijem 1968 in 24. majem 1972. V tem času je parlament izvršil 548 zasedanj, parlamentarne komisije pa 2335 zasedanj, od katerih 834 zakonodajnih. 
Arhiv zapisnikov in obnov zasedanj obsega 204.000 strani, ki so dostopne javnosti tudi v spletni obliki.

## Vlade
Peta legislatura je trajala 1450 dni. V tem obdobju so si sledile sledeče vlade:
- Leone II. (24.6.1968 - 12.12.1968): predsednik Giovanni Leone; notranji minister Franco Restivo; zunanji minister Giuseppe Medici;
- Rumor I. (12.12.1968 – 5.8.1969): predsednik Mariano Rumor, notranji minister F. Restivo; zunanji minister Pietro Nenni;
- Rumor II. (5.8.1969 – 27.3.1970): predsednik M. Rumor; notranji minister F. Restivo; zunanji minister Aldo Moro.
- Rumor III. (27.3.1970 – 6.8.1970): predsednik M. Rumor; notranji minister F. Restivo; zunanji minister A. Moro;
- Colombo (6.8.1970 – 17.2.1972): predsednik Emilio Colombo; notranji minister F. Restivo; zunanji minister A. Moro.
- Andreotti I. (17.2.1972 – 26.6.1972): predsednik Giulio Andreotti; notranji minister M. Rumor; zunanji minister A. Moro.

## Predsednik poslanske zbornice
- Alessandro Pertini, PSI
  - 5. junij 1968  – 24. maj 1972

## Predsednik senata
- Amintore Fanfani, DC
  - 5. junij 1968  – 24. maj 1972